# Fulleda
Fulleda là một đô thị trong tỉnh Lleida, cộng đồng tự trị Cataluña Tây Ban Nha. Đô thị Fulleda có diện tích là 15,96 ki-lô-mét vuông, dân số năm 2009 là 102 người với mật độ 6,39 người/km². Đô thị Fulleda có cự ly km so với tỉnh lỵ Lleida.